# العلاقات التوغوية الموريشيوسية
العلاقات التوغولية الموريشيوسية هي العلاقات الثنائية التي تجمع بين توغو وموريشيوس.

## مقارنة بين البلدين
هذه مقارنة عامة ومرجعية للدولتين:
| وجه المقارنة                                              | توغو            | موريشيوس                 |
| --------------------------------------------------------- | --------------- | ------------------------ |
| المساحة (كم2)                                             | 56.78 ألف       | 2.04 ألف                 |
| عدد السكان (نسمة)                                         | 7.80 مليون      | 1.26 مليون               |
| الكثافة السكانية (ن./كم²)                                 | 137.37          | 617.65                   |
| العاصمة                                                   | لومي            | بورت لويس                |
| اللغة الرسمية                                             | لغة فرنسية      | لغة إنجليزية، لغة فرنسية |
| العملة                                                    | فرنك غرب أفريقي | روبي موريشي              |
| الناتج المحلي الإجمالي (بليون دولار)                      | 4.81 مليار      | 13.34 مليار              |
| الناتج المحلي الإجمالي (تعادل القوة الشرائية) بليون دولار | 10.67 مليار     | 25.36 مليار              |
| الناتج المحلي الإجمالي الاسمي للفرد دولار أمريكي          | 559             | 9.25 ألف                 |
| الناتج المحلي الإجمالي للفرد دولار أمريكي                 | 1.43 ألف        | 18.59 ألف                |
| مؤشر التنمية البشرية                                      | 0.484           | 0.777                    |
| رمز المكالمات الدولي                                      | +228            | +230                     |
| رمز الإنترنت                                              | .tg             | .mu                      |
| المنطقة الزمنية                                           | 00              | ت ع م+04:00              |

## منظمات دولية مشتركة
يشترك البلدان في عضوية مجموعة من المنظمات الدولية، منها:
| علم المنظمة | اسم المنظمة                                 | تاريخ انضمام توغو | تاريخ انضمام موريشيوس |
| ----------- | ------------------------------------------- | ----------------- | --------------------- |
|             | مؤسسة التنمية الدولية                       | 21 أغسطس 1962     | 23 سبتمبر 1968        |
|             | يونسكو                                      | 17 نوفمبر 1960    | 25 أكتوبر 1968        |
|             | وكالة ضمان الاستثمار متعدد الأطراف          | 15 أبريل 1988     | 28 ديسمبر 1990        |
|             | الأمم المتحدة                               | 20 سبتمبر 1960    | 24 أبريل 1968         |
|             | مجموعة دول أفريقيا والكاريبي والمحيط الهادئ | ?                 | ?                     |
|             | الاتحاد البريدي العالمي                     | ?                 | ?                     |
|             | البنك الدولي للإنشاء والتعمير               | 1 أغسطس 1962      | 23 سبتمبر 1968        |
|             | الاتحاد الدولي للاتصالات                    | 14 سبتمبر 1961    | 30 أغسطس 1969         |
|             | منظمة حظر الأسلحة الكيميائية                | ?                 | ?                     |
|             | مؤسسة التمويل الدولية                       | 4 سبتمبر 1962     | 23 سبتمبر 1968        |
|             | المركز الدولي لتسوية المنازعات الاستشارية   | 10 سبتمبر 1967    | 2 يوليو 1969          |
|             | منظمة التجارة العالمية                      | ?                 | ?                     |
|             | منظمة الشرطة الجنائية الدولية               | ?                 | ?                     |
|             | الاتحاد الأفريقي                            | ?                 | ?                     |
|             | البنك الإفريقي للتنمية                      | ?                 | ?                     |